# Oscaravis olsoni
Oscaravis olsoni — викопний вид яструбоподібних птахів родини Teratornithidae, що існував у пізньому плейстоцені на Кубі. Це був відносно великий хижак. Вимер разом з іншою мегафауною Північної Америки.